# 李鵬六四日記

西點出版社的版本

《李鵬六四日記》是中国共产党前总书记赵紫阳的政治秘书鲍彤之子鮑樸的著作，以一份據稱來自时任国务院总理李鹏在六四天安门事件期間的日記手稿而成書，新世紀出版社原訂於2010年6月22日在香港出版。1989年六四天安门事件發生時，李鵬擔任中共中央政治局常委和国务院总理。日記內容由1989年4月15日至6月24日為止。鮑樸表示除了把日記由原本的簡體字轉為繁體字以外，書中內文「不加，不減，也不會改」。鮑樸认为日記是真实的。据称李鵬反對日記出版。最後鮑樸因版權問題無法在港出版。不過，仍有澳亞出版的《李鵬六四日記真相》在港發售，該書的章節、分題皆與鮑樸的版本一樣。

## 内容
李鵬在日記中披露，當年是时任中共中央军委主席鄧小平拍板派軍隊進北京實施戒嚴，並稱要準備好有流血事件發生；日記也披露當時黨內的鬥爭、他與趙紫陽的矛盾，並認為是有人事前預謀把他推到最前線。
有人表示，六四责任不在李鹏，因为当时李鹏没有军权，军权仅仅掌握在邓小平手里。
鮑樸表示，中國國家領導人的版權問題很含糊，出版日記之類需要經過程序批准。李鹏六四时期的日记原计划在2004年、即六四15周年时出版，当时定名《关键时刻：李鹏日记》，但被中共中央政治局否决公开发表，只容许印刷小量在中共高层内部传阅。鮑樸表示，與他談版權問題的人不是李鹏。
美国版的《李鹏六四日记》由民运人士郑存柱在洛杉矶的西点出版社出版，并在美国销售。郑存柱表示，沒有人對其提出版權問題；如果李鹏承認擁有日記的版權，不是一件壞事，出版社願意負所有法律責任。目前无法確定鲍樸的《李鹏日记》与美国出版的文稿是否一样。此外网络上也有流传该份文稿，同样也不能确定是否与鲍朴的文稿一样。

## 评价
- 中国旅美作家陈破空称，《李鹏六四日记》由赵紫阳的政治秘书、李鹏的死对头鲍彤帮助出书，具有反讽意义。书中披露李鹏发布戒严令、邓调动军队后，江泽民、胡锦涛、温家宝以及各省、市、部负责人的大多表态拥护，李鹏借此日记警告后来的当政者“谁也别想为六四翻案”，字里行间竭尽对赵紫阳的诋毁、仇恨情绪，却从反面突出了赵紫阳的伟岸形象。[12]

## 版本
- 李鹏. . 美國加利福尼亞州艾爾蒙地: 西点出版社. 2010年  [2014-06-14]. ISBN 978-0-615-37940-1. （原始内容存档于2015-03-21）.
- 李鵬. 張剛華 , 编. . 香港: 澳亞出版. 2010年  [2014-06-14]. ISBN 978-1-921815-00-3. （原始内容存档于2015-06-08）.